# دیو مکینتاش
دیو مکینتاش (انگلیسی: Dave Mackintosh؛ زادهٔ ۱۵ سپتامبر ۱۹۷۷) موسیقی‌دان اهل بریتانیا است. وی از سال ۱۹۹۹ میلادی تاکنون مشغول فعالیت بوده است.